# Geophagus iporangensis
Geophagus iporangensis är en fiskart som beskrevs av Haseman, 1911. Geophagus iporangensis ingår i släktet Geophagus och familjen Cichlidae. Inga underarter finns listade i Catalogue of Life.